# Kognitivna znanost
Kognitivna znanost znanstvena je disciplina koja, uopćeno govoreći, proučava um i njegove kognitivne funkcije.  Nju čine kognitivna psihologija, epistemologija, lingvistika, računalne znanosti, matematika i neuroznanost.
Naziv kognitivna znanost je stvorio Christopher Longuet-Higgins u svom komentaru iz 1973. na izvještaj Lighthill koji se bavio tadašnjim stanjem na polju istraživanja umjetne inteligencije. U istom desetljeću započeli su časopis Cognitive Science i društvo Cognitive Science Society.

## Povijest
U staroj Grčkoj filozofi Platon i Aristotel namjeravali su razumjeti prirodu ljudskog znanja. U 17. stoljeću Descartes je popularizirao ideju da su tijelo i um dva odvojena entiteta. U ostale mislioce o temi uma u 17. i 18. stoljeću su spadali George Berkeley, Robert Burton, Thomas Hobbes, David Hume, Immanuel Kant i John Locke. U 70-ima 19. stoljeća Wilhelm Wundt premjestio je proučavanje ljudskog znanja u područje eksperimentalne psihologije. U ranom 20. stoljeću popularna ideja uma je bila promijenjena John B. Watsonovim biheviorističkim gledištem da svijest nije prikladno pitanje za znanstveno istraživanje i da bi samo promotrivo ponašanje trebalo biti proučavano. U 50-ima prošlog stoljeća, dominirajuće gledište se ponovno počelo mijenjati kada su znanstvenici započeli zamišljavati teorije uma temeljene na složenim reprezentacijama i komputacijskim procedurama. George A. Miller je uveo pojam mentalnih reprezentacija – komadići informacija koje se kodiraju i dekodiraju u umu. John McArthy, Marvin Minsky, Allen Newell i Herbert Simon osnovali su polje umjetne inteligencije u istom razdoblju. Noam Chomsky je još dalje odmaknuo proučavanje uma od biheviorizma Watsona, B. F. Skinnera i ostalih koji je bio glavno žarište psihologije. Sredina 70-ih je vidjela pojavljivanje polja kao novu akademsku disciplinu. Danas, programi kognitivne znanosti postoje u više od šezdeset sveučilišta na svijetu.

## Principi

### Pristupi
Postoje nekoliko pristupa proučavanju kognitivne znanosti. Ti pristup se mogu općenito klasificirati kao simbolički, konekcionistički i dinamični sistemi.
- Simbolički sistemi – drži da se kognicija može objasniti uporabom operacija na simbolima putem eksplicitnih komputacijskih teorija i modela mentalnih (ali ne moždanih) procesa analognima radu digitalnog računala.
- Konekcionistički (podsimbolički) sistemi – drži da se kognicija samo može modelirati i objasniti korištenjem umjetnih neuronskih mreža na razini fizikalnih moždanih svojstava.
- Hibridni sistemi – drži da je kognicija najbolje modelirana zajedničkim korištenjem konekcionističkih i simboličkih sistema i po mogućnosti s ostalim komputacijskim tehnikama.
- Dinamični sistemi – drži da se kognicija može objasniti putem kontinuiranog dinamičnog sistema u kojemu su svi elementi međusobno povezani, kao centrifugalni regulator.

### Razine analize
Jedan od središnjih principa sistemike primijenjen na simbolički sistem kognitivnoj znanosti je da (1) postoje nekoliko razina analize (RA) na kojim se mozak i um mogu proučavati i da (2) mentalni fenomeni su najbolje proučavani na višestrukim razinama apstrakcije. Npr. te razine su podijeljene u tri (ne dobro odvojene) grupe, temeljeno na Marrovom opisu:
- Implementacijska (fizikalna) razina: opisuje fizikalni supstrat od kojeg se sistem sastoji (npr. mozak, neuroni).
- Algoritamska (funkcionalna) razina: opisuje kako je informacija obrađena da proizvede bihevioralni output.
- Komputacijska (bihevioralna) razina: opisuje direktno promotrivi output (ili ponašanje) sistema.

Jednostavna analogija koja se često koristi da se opišu RA je usporediti mozak s računalom. Fizikalna razina bi se sastojala od računalovog procesora, bihevioralna razina predstavlja računalov output na monitor ili pisač a funkcionalna razina bi bila računalov operativni sistem koji dozvoljava procesoru i periferalnim jedinicama da komuniciraju.
Jedan središnji princip kognitivne znanosti je da se potpuno razumijevanje uma/mozga ne može dobiti proučavanjem samo jedne razine. Npr. problem zapamćivanja telefonskog broja i njegovo kasnije prisjećanje. Kako se odvija taj proces? Jedan pristup bi bio proučavati ponašanje kroz direktno promatranje. Osobi bi se dalo telefonski broj i zatražilo bi se ju da ga ponovi poslije nekog odgađanja. Tada bi se mjerila preciznost odgovora. Drugi pristup bi bio proučavati paljenje pojedinačnih neurona dok se osoba pokušava sjetiti telefonskog broja. Nijedan od tih pokusa sam ne bi mogao potpuno objasniti kako proces prisjećanja telefonskog broja radi. Čak ako bi bila dostupna tehnologija da se označi svaki neuron u mozgu u stvarnom vremenu i ako bi se znalo kada koji neuron pali, još uvijek bi bilo nemoguće znati kako se određeno paljenje neurona prevodi u promotrivo ponašanje. Stoga je potrebno razumijevanje kako su te dvije razine povezane. To može biti pruženo objašnjenjem procesa na funkcionalnoj razini. Proučavanje određenog fenomena na višestrukim razinama stvara bolje razumijevanje procesa koji se odvijaju u mozgu a daju određeno ponašanje. Za kritike tog okvira vidi Funkcionalizam (psihologija).

### Interdisciplinarna priroda
Kognitivna znanost je interdisciplinarno polje s doprinjeocima iz različitih polja u koje spadaju psihologija, neuroznanost, lingvistika, filozofija, računarstvo, antropologija, biologija i fizika. Kognitivna znanost gleda na svijet izvan uma kao i ostale znanosti. Stoga i ona ima objektivno, od motrioca neovisno, postojanje. Na polje je uobičajeno gledano kao kompatibilno s fizikalnim znanostima a koristi znanstvenu metodu kao i simulaciju i modeliranje često uspoređujući outpute modela s vidovima ljudskog ponašanja. Ipak, ima puno nesuglasica o točnom odnosu kognitivne znanosti i ostalih polja a interdisciplinarna priroda kognitivne znanosti je većinom neostvarena i ograničena.
Mnogi, ali ne svi, koji se smatraju kognitivnim znanstvenicima imaju funkcionalističko gledite na um – gledište da su mentalna stanja klasificirana funkcionalno, tako da se smatra da svaki sistem koji izvede adekvatnu funkciju za neko mentalno stanje se nalazi u tom mentalnom stanju. Stoga prema funkcionalističkom poimanju uma čak i ne-ljudski sistemi kao ostale životinjske vrste, izvanzemaljski oblici i napredna računala mogu, u principu, imati mentalna stanja. Ovo gledište je jedan od razloga zašto izraz "kognitivna znanost" nije baš koekstenzivan s neuroznanošću, psihologijom ili nekom kombinacijom između njih.  
S vanjskog gledišta najveći interdisciplinarni kontekst kognitivne znanosti je sistemika. U nju spada socio-kognitivni produžetak kognitivnih modela i teorija nad društvenim okolišima i sistemima s naglaskom na distribuiranu kogniciju i inteligenciju.

### Kognitivnaznanost: izraz
Izraz "kognitivna" u kognitivnoj znanosti je "korišten za bilo koju vrstu mentalne operacije ili strukture koja se može proučavati u preciznim izrazima" (Lakoff i Johnson, 1999.) Ovo opojmljivanje je vrlo široko i ne bi se trebalo brkati s načinom kako je "kognitivno" korišteno u nekim tradicijama analitičke filozofije gdje "kognitivno" se tiče samo formalnih pravila i istinosno uvjetne semantike. (Ipak, ta interpretacija bi približila nekoga to dominantne škole misli unutar kognitivne znanosti o prirodi kognicije – da je esencijalno simbolička, propozicionalna i logička).

## Djelokrug
Kognitivna znanost je veliko polje i pokriva široki dijapazon tema o kogniciji. Ali trebalo bi se znati da se kognitivna znanost ne posvećuje jednako svakoj temi koja se tiče operacije ili prirode uma ili inteligencije. Društveni i kulturološki faktori, emocije, svijest, životinjska kognicija, komparativni i evolucijski pristupi su često nenaglašeni ili izravno isključeni, često temeljeno na ključnom filozofskom konfliktu. Drugi predmet koji je jako povezan s umom a kognitivna znanost je sklona da ga izbjegava je postojanje kvalije s raspravama o tom problemu koje su ponekad ograničene na samo spominjanje kvalija kao filozofski otvoreno pitanje. Ipak, neki unutar te zajednice smatraju to vitalnom temom i zagovaraju važnost njezinog istraživanja.
U bilo kojem slučaju, doima se da su bitna pitanja kognitivne znanosti: Što je inteligencija? i Kako je moguće modelirati ju komputacijski?
Dolje su neke od glavnih tema s kojima se kognitivna znanost bavi. Ovo nije iscrpan popis, ali je namijenjen da obuhvati široki luk inteligentnih ponašanja. 

### Umjetna inteligencija
"... Jedan od glavnih doprinosa UI i kognitivne znanosti psihologiji je informacijsko obrađivajući model ljudskog mišljenja u kojemu je metafora mozga-kao-računala uzeta doslovnom." Web stranice AAAI-a  Arhivirana inačica izvorne stranice od 2. lipnja 2011. (Wayback Machine).
Umjetna inteligencija (UI) je proučavanje kognitivnih fenomena u strojevima. Jedan od praktičkih ciljeva UI je ostvariti vidove ljudske inteligencije u računalima. Računala su i široko uporabljena kao instrumenti s kojima se proučavaju kognitivni fenomeni. Računalno modeliranje koristi simulacije da prouči kako se može strukturirati ljudska inteligencija.
Postoji rasprava u polju o tome da li se na um najbolje može gledati kao veliko mnoštvo malih ali pojedinačno slabih elementa tj. neuroni ili kao zbirka struktura više razine kao simboli, sheme, planovi i pravila. Prvi pogled koristi konekcionizam da istražuje dok drugi naglašava simboličku komputaciju. Jedan način gledanja na problem je pitanje da li je moguće precizno simulirati ljudski mozak na računalu bez preciznog simuliranja neurona koji čine ljudski mozak.

### Pažnja
Pažnja je odabiranje važnih informacija. Ljudski um je bombardiran s milijunima podražaja i mora imati način odlučivanja koju će od tih informacija obraditi. Na pažnju se ponekad gleda kao svjetlosni projektor što znači da netko može baciti svjetlost na određeni skup informacija. Pokusi koji potvrđuju tu metaforu je zadaća dihotičnog slušanja i istraživanje nenamjerne sljepoće. U zadaći dihotičnog slušanja subjekti su bombardirani s dvjema porukama, jedna u svakom uhu, i rečeno im je da se usredotoče samo na jednu od tih poruka. Na kraju pokusa kada je subjekt upitan o sadržaju zanemarene poruke on ne može o tome izvijestiti.

### Obrada jezika
Sposobnost učenja i razumijevanja jezika je ekstremno složen proces. Jezik je usvojen u prvim godinama života i svi ljudi pod normalnim okolnostima su sposobni vješto savladati jezik. Neka od pitanja koja vode istraživanja o tome kako mozak obrađuje jezik su: (1) Do kojeg stupnja je jezično znanje urođeno ili učeno?, (2) Zašto je teže za odrasle usvojiti drugi jezik nego za novorođenče prvi jezik? i (3) Kako su ljudi sposobni razumjeti nove rečenice za koje nisu nikada čuli?
Proučavanje jezične obrade seže od istraživanja zvučnih uzoraka govora do značenja riječi i cijelih rečenica. Lingvistika često dijeli jezičnu obradu na ortografiju, fonetiku, fonologiju, morfologiju, sintaksu, semantiku i pragmatiku. Mnogi vidovi jezika se mogu izučavati iz svake od tih komponenata i iz njihove interakcije. 
Proučavanje jezične obrade u kognitivnoj znanosti je usko povezano s područjem lingvistike. Lingvistika je bila tradicionalno promatrana kao dio humanističkih disciplina, uključujući proučavanje povijesti, umjetnosti i književnosti. U posljednjih pedesetak godina više i više istraživača je proučavalo znanje i uporabu jezika kao kognitivni fenomen gdje je glavni problem kako se znanje o jeziku može usvojiti i koristiti, i od čega se točno sastoji. Lingvisti su otkrili da dok ljudi oblikuju rečenice na način koji na prvi pogled je vođen vrlo složenim sistemima iznenađujuće su nesvjesni pravila koji vladaju njihovim jezikom. Stoga lingvisti moraju primijeniti indirektne metode da odrede koja su to pravila. Ako je govor zaista određen pravilima onda se ona doimaju neprovidnima svjesnom razmatranju.
Vrlo plodan način pristupa kognitivnim problemima jezika je pragmatika jezika tj. trenutačna uporaba jezika od strane pravog govornika. Iz pragmatično analitičke perspektive moguće je pokazati da neki ljudi koji imaju profesiju u kojoj kategorički rade s jezikom (npr. novinari) imaju ponašanje koje nije predvidivo s poznatim teorijama. Pragmatički pristup je isto koristan za proučavanje kolektivno raspoređenog odlučivanja, osobito u emitirajući sistemima npr. kontrola zrakoplovnog prometa – KZP.

### Učenje i razvoj
Učenje i razvoj su procesi putem koji usvajamo znanje i informaciju tijekom vremena. Novorođenče je rođeno s malo ili bez znanja (oviseći o tome kako je znanje definirano) ali brzo steknu sposobnost uporabe jezika, hodanja i prepoznavanja ljudi i predmeta. Istraživanje učenja i razvoja cilja namjerava objasniti mehanizme putem kojih se ti procesi održavaju.
Glavno pitanje u izučavanju kognitivnog razvoja je mjera do koje su određene sposobnosti urođene ili naučene. To je često uobličeno u terminima rasprave o odnosu prirode i odgoja.  Nativisti naglašavaju da određene značajke su urođene u organizmu i određene su njegovim genetičkom obdarenošću. Na drugu ruku, empiristički pogled naglašava da su određene sposobnosti naučene iz okoliša. Iako je očito da genetski i okolišni input je potreban da se dijete normalno razvije ostaje naročita rasprava o tome kako genetička informacija može voditi kognitivni razvoj. U području usvajanja jezika na primjer, neki (kao Steven Pinker) kažu da određene informacije koje sadrže univerzalna gramatička pravila moraju biti sadržana u genima dok drugi (kao Jeffrey Elman i njegove kolege u Rethinking Innateness) tvrde da su Pinkerove tvrdnje biološke nerealistične. Prema njima geni određuju arhitekturu sistema učenja, ali određene "činjenice" o tome kako gramatika radi se samo mogu naučiti kao rezultat iskustva.

### Pamćenje
Pamćenje nam dozvoljava pohranu informacije za kasnije pretraživanje. Za pamćenje se često smatra da se sastoji u dugoročnog i kratkoročnog pohranjivanja. Dugoročno pamćenje nam dozvoljava pohranjivati informaciju kroz dugo razdoblje (dani, tjedni, godine). Ne znamo praktičnu granicu kapaciteta dugoročnog pamćenja. Kratkoročno pamćenje dozvoljava nam pohranjivati informaciju tijekom kratkih vremenskih razdoblja (sekunde ili minute). 
Pamćenje je i često grupirano u deklarativne i proceduralne oblike. Deklarativno pamćenje – grupirano u podskupove semantičkog i epizodnog oblika pamćenje – je naše pamćenje činjenica i određenog znanja, određenih značenja i određenih iskustava (npr. Tko je bio prvi kralj Hrvatske? ili Što si pojeo za doručak prije četiri dana?). Proceduralno pamćenje dozvoljava nam pamtiti radnje i motoričke nizove (npr. kako voziti bicikl)  i često je nazvana implicitnim znanjem ili pamćenjem. 
Kognitivni znanstvenici proučavaju pamćenje kao i psiholozi ali se više usredotočuju na djelovanje pamćenja na kognitivne procese i međuodnos između kognicije i pamćenja. Jedan primjer toga bi bio, kroz koje mentalne procese prolazi osoba da povrati izgubljeno pamćenje? Ili što razlikuje kognitivne procese prepoznavanja (gledanje naznaka nečega prije nego što se prepozna ili pamćenja u kontekstu) i prisjećanja (povratak pamćenja kao "popunjavanje rupa")?

### Opažanje i djelovanje
Opažanje je sposobnost uzimanja informacija preko osjetila i njihovo obrađivanje na neki način. Vid i Sluh su dva dominantna osjetila koja nam dozvoljavaju da opažamo okoliš. Neka pitanja u proučavanju vida su npr: (1) Kako smo sposobni prepoznavati predmete?, (2) Kako opažamo kontinuiranu vizualnu okolinu iako samo vidimo mali komadić nje u jednom trenutku? Jedna metoda za proučavanje vida je gledanje kako ljudi obrađuju optičke iluzije. Slika Neckerove kocke desno je primjer dvostabilnog opažaja tj. kocka se može interpretirati kao orijentirana u dva smjera. 
Proučavanje haptičnih (taktilnih], olfaktornih i gustatornih podražaja isto spada u domenu opažanja.
Djelovanje je output nekog sistema. Kod ljudi to je postignuto s motoričkim reakcijama. Prostorno planiranje i kretanje, proizvodnja govora i složeno motoričko kretanje su svi vidovi djelovanja.